# Eduard Friedrich Weber
Eduard Friedrich Weber (Wittenberg, 10 de marzo de 1806; Leipzig, 18 de mayo de 1871) fue un fisiólogo y anatomista alemán.

## Biografía
Fue hijo del teólogo Michael Weber y de su primera esposa Christiana Wilhelmina Friederica Lippold. Recibió su primera educación en la Waisenhausschule (escuela del orfanato) y en el Pädagogium de Halle. Estudió medicina en la Universidad de Leipzig y en la Universidad Martín Lutero de Halle-Wittenberg, donde obtuvo el grado académico de doctor en medicina en 1829, con una disertación publicada en 1830, bajo el título  Disquisitio anatomica uteri et ovariorum puellae septimo a conceptione die defunctae (Investigación anatómica del útero y los ovarios de una joven fallecida siete días después de la concepción). Ejerció luego en Halle, como médico asistente en la clínica de Friedrich Krukenberg, como asimismo en Naumburg y en Göttingen. En esta última ciudad y en conjunto con su hermano Wilhelm Eduard, escribió la obra Mechanik der menschlichen Gehwerkzeuge (Mecánica de los órganos humanos de la marcha), publicada en Göttingen en 1836.
En 1836 accedió a una propuesta para convertirse en prosector en el instituto de anatomía de Leipzig. En 1838 obtuvo la habilitación como Privatdozent en la Universidad de Leipzig con la disertación Quaestiones physiologicae de phenomenis galvano-magneticis in corpore humano observatis (Problemas fisiológicos de los fenómenos galvano-magnéticos observados en el cuerpo humano. En este puesto, desde 1847 con el cargo de Profesor (außerordentlicher Professor), se mantuvo activo hasta su muerte.
Con su ensayo Muskelbewegung (Movimiento de los músculos) en la obra de Rudolf Wagner Handwörterbuch der Physiologie (Diccionario manual de fisiología) abrió nuevos caminos en esta área de la ciencia.